# Wataru Tanigawa
Wataru Tanigawa, född 23 juli 1996 i Funabashi, är en japansk gymnast.

## Karriär
Vid olympiska sommarspelen 2020 ingick han i det japanska laget som tog silver i lagtävlingen. Vid VM 2018 och 2019 tog han brons i lagtävlingen. Vid VM 2022 tog han silver i lagtävlingen.Han tog även brons i mångkampen.